# Vitčice
Vitčice jsou obec v okrese Prostějov v Olomouckém kraji. Leží asi 23 kilometrů od Prostějova a čtrnáct kilometrů od Kroměříže. Leží u dálnice D1. Žije zde 184 obyvatel.

## Název
Na vesnici bylo přeneseno původní pojmenování jejích obyvatel. Vzhledem k nedokonalému pravopisu nejstarších záznamů nelze rozhodnout, zda toto pojmenování znělo Vítčici nebo Vidčici. Jejich základem bylo buď osobní jméno Vítek nebo Videk a znamenalo "Vítkovi/Vidkovi lidé".

## Historie
První písemná zmínka o obci pochází z roku 1353, kdy Mikuláš z Pavlovic prodal svůj podíl na dvoře v Pavlovicích u Vidsicz bratrům Jaškovi a Drslavovi z Kravař, vypovídá o tehdejší velikosti osady, kdy Vitčice byly větší než Pavlovice. Majetníkem části vsi Vitčice byl tenkrát Jenec ze Srbec, jenž prodal dvě popluží a půl třetího lánu ve vsi Vitčicích Bočkovi z Lestnice, jehož nástupce Kuník z Lestnice roku 1353 prodal jménem svým i svých bratří dvě popluží, tři lány a tři podsedky Sudkovi z Veselé, jeho manželce a jeho dědicům. Sudek roku 1359 psával se po Vitčicích a roku 1355 dal své ženě Zbynce právem věnným dvůr o dvou poplužích s pastvami, loukami, štěpnicemi a lesem v ceně 80 kop grošů. Brzy získal toto zboží Ctibor z Vitčic, který roku 1358 zapsal na něm manželce Ofce 100 hřiven věna a roku 1371 druhé manželce Machně 50 hřiven.

## Obyvatelstvo

### Struktura
Vývoj počtu obyvatel za celou obec i za jeho jednotlivé části uvádí tabulka níže, ve které se zobrazuje i příslušnost jednotlivých částí k obci či následné odtržení.
| Místní části   | Místní části | 1869 | 1880 | 1890 | 1900 | 1910 | 1921 | 1930 | 1950 | 1961 | 1970 | 1980 | 1991 | 2001 | 2011 | 2021 |
| -------------- | ------------ | ---- | ---- | ---- | ---- | ---- | ---- | ---- | ---- | ---- | ---- | ---- | ---- | ---- | ---- | ---- |
| Počet obyvatel | část Vitčice | 373  | 352  | 415  | 389  | 425  | 487  | 429  | 310  | 319  | 296  | 247  | 211  | 189  | 160  | 178  |
| Počet domů     | část Vitčice | 70   | 76   | 76   | 79   | 85   | 86   | 92   | 98   | 92   | 88   | 73   | 85   | 85   | 85   | 84   |

## Obecní správa

### Obecní symboly
Znak a vlajka byly obci uděleny rozhodnutím předsedy Poslanecké sněmovny Parlamentu České republiky dne 27. června 2001.

## Významní rodáci
- Antonín Kleveta (1904-1969), biblista, filolog, profesor bohoslovecké fakulty v Olomouci

## Pamětihodnosti
- Kaplička se zvonicí

## Doprava
Územím obce prochází dvěma krátkými úseky dálnice D1 v úseku Vyškov–Kroměříž. Dále tudy vede silnice III/43332 v úseku Dlouhá Ves – Vitčice – Srbce.

## Galerie

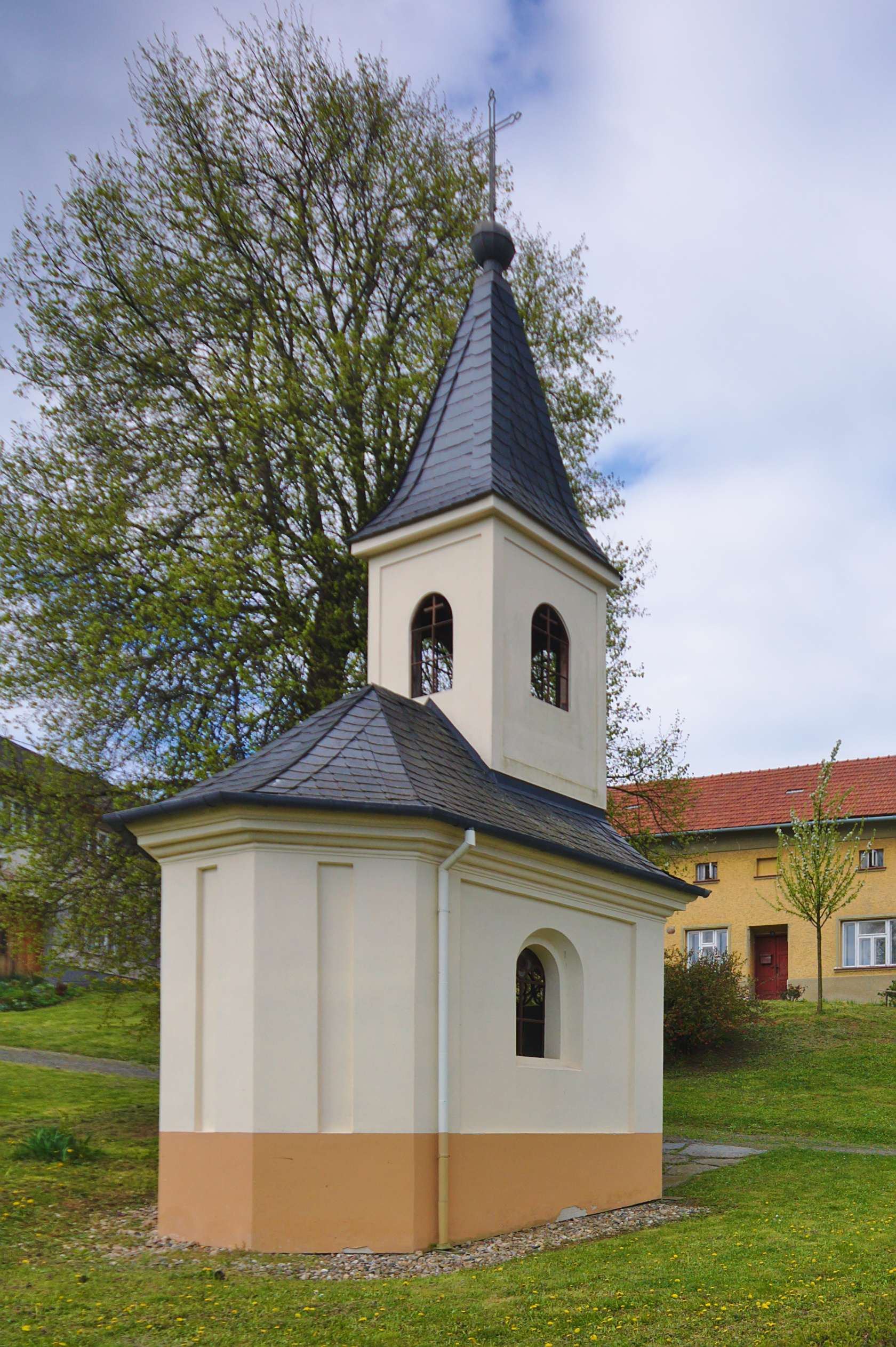
Kaple svatého Archanděla Michaela
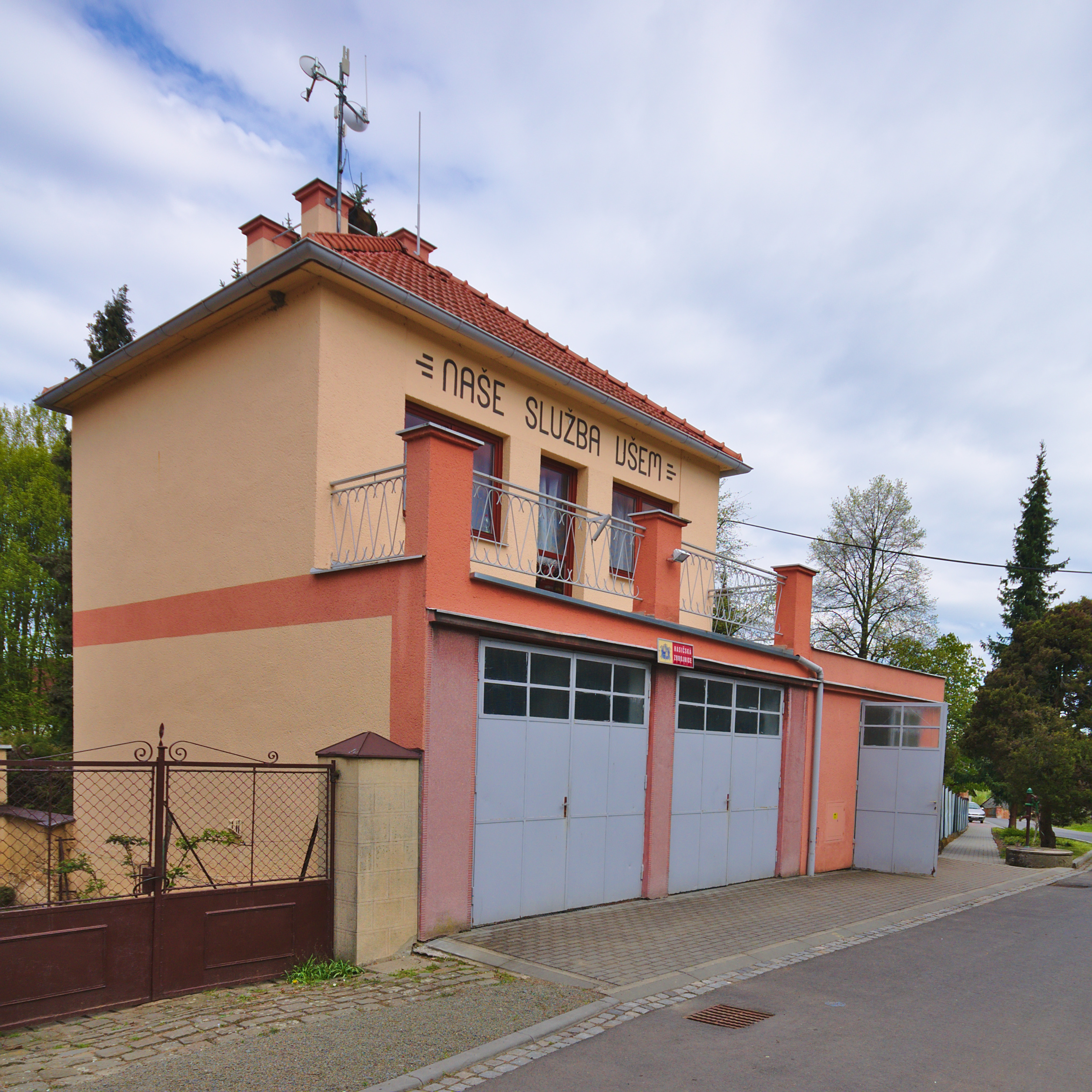
Hasičská zbrojnice
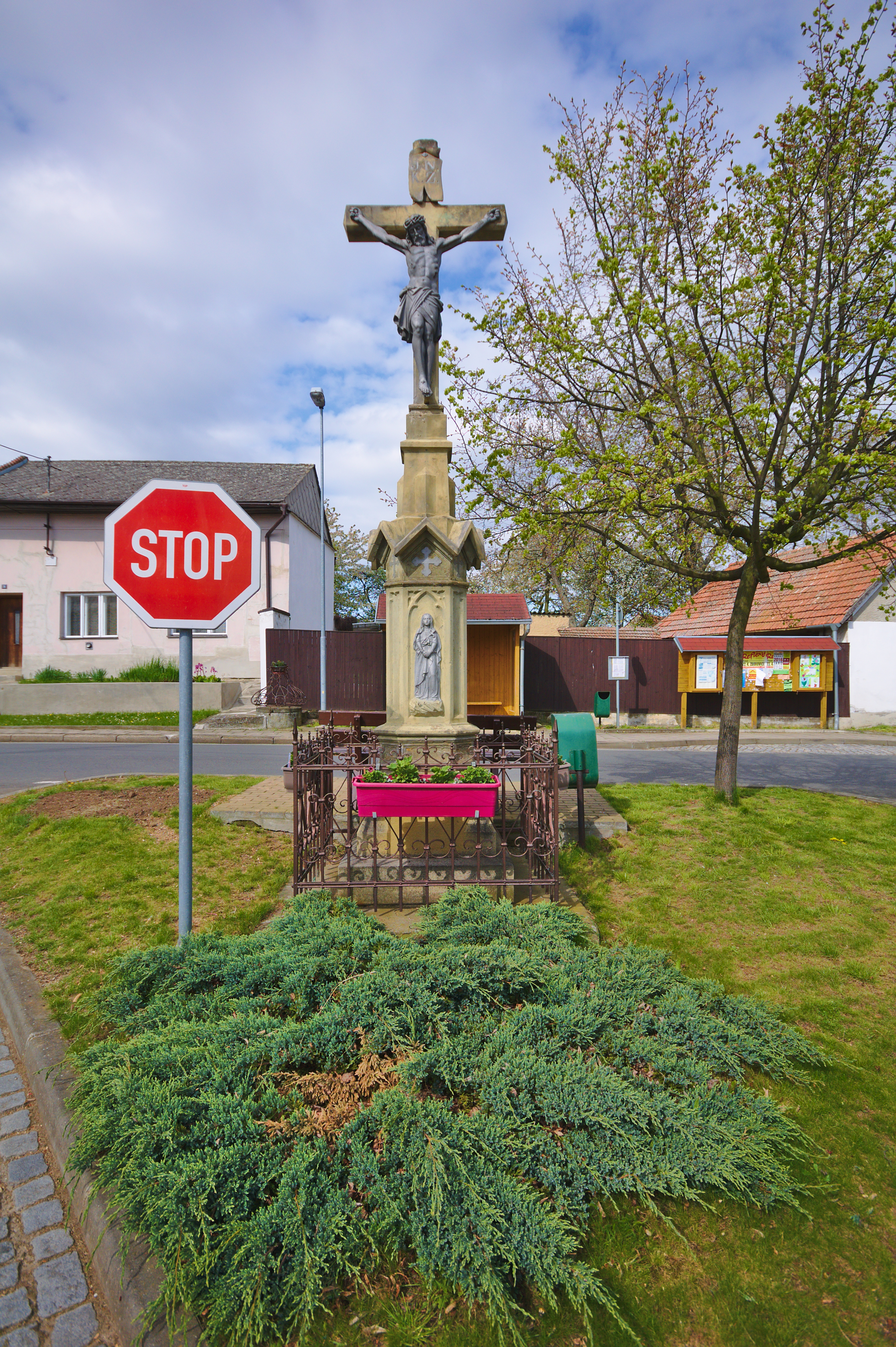
Kříž na křižovatce
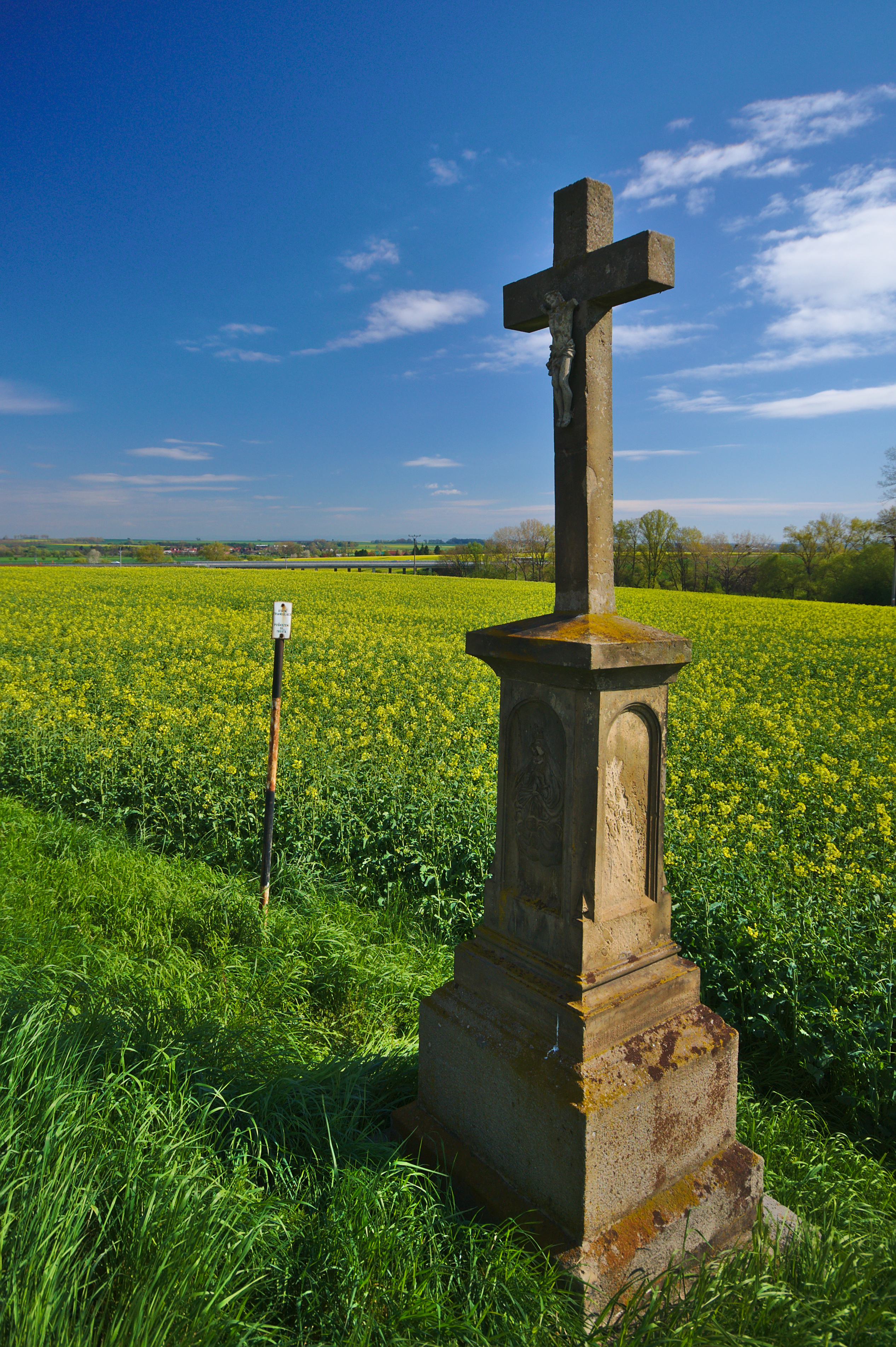
Kříž u silnice do Vrchoslavic
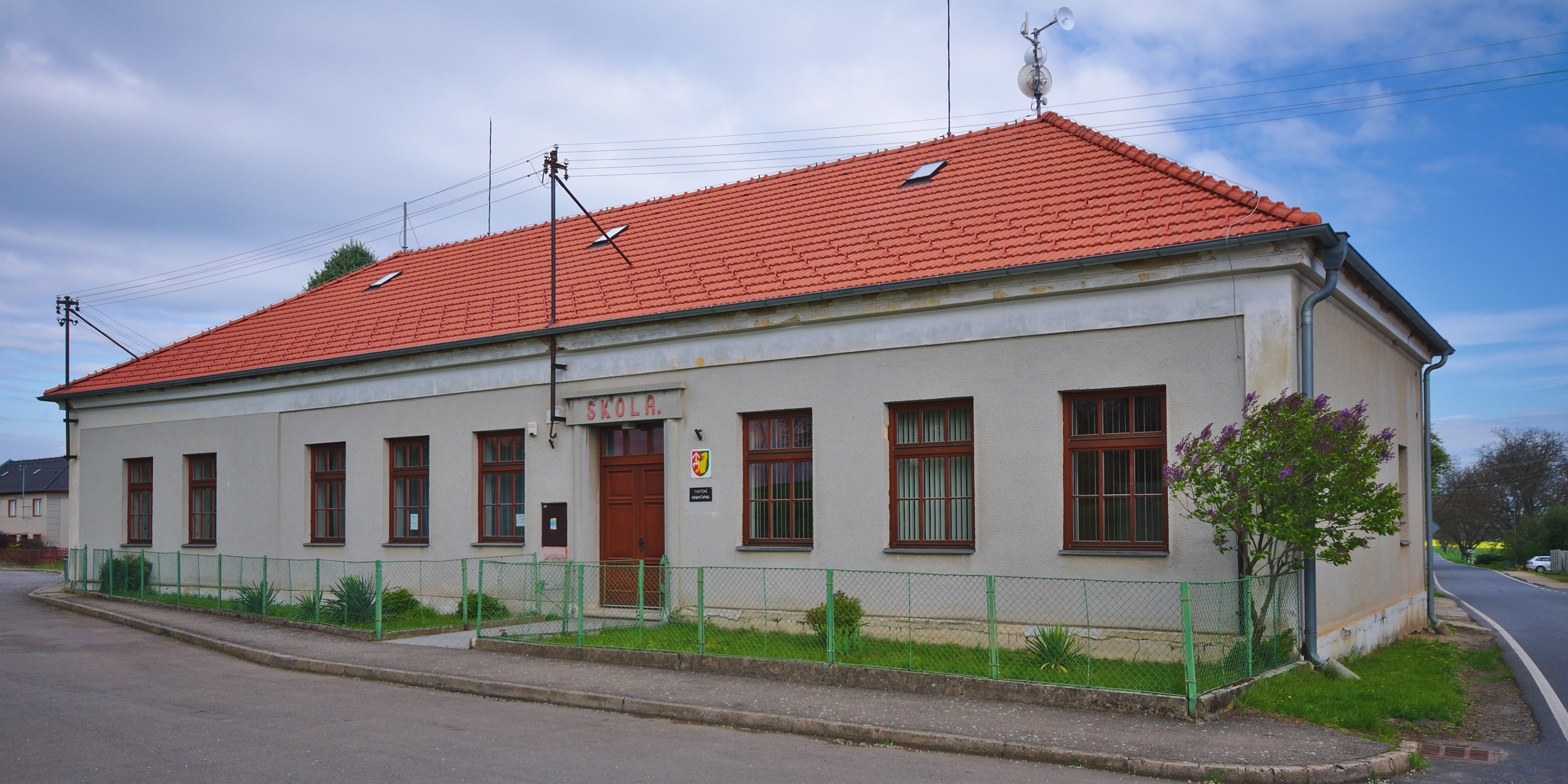
Bývalá škola
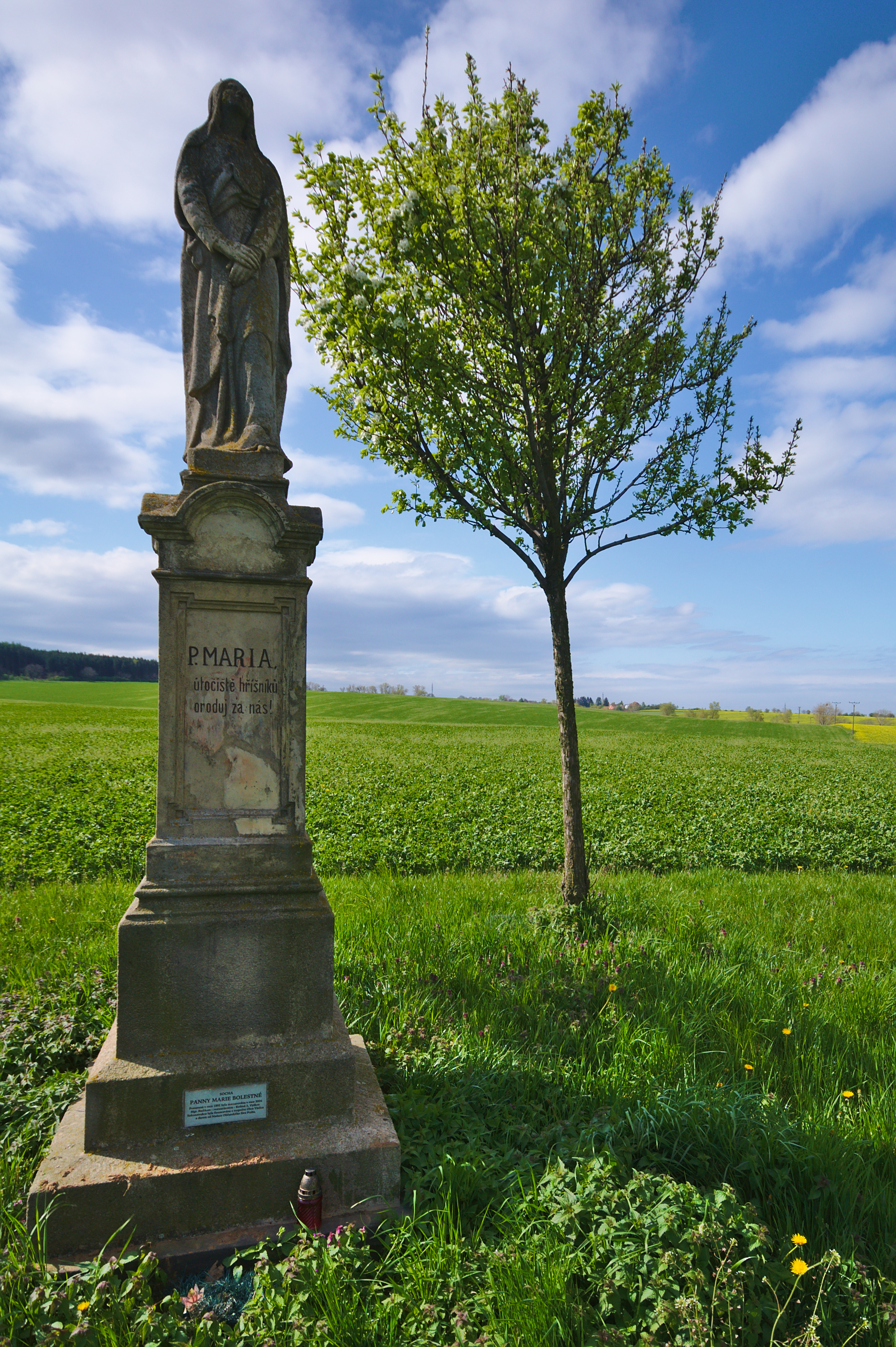
Socha Panny Marie západně od obce
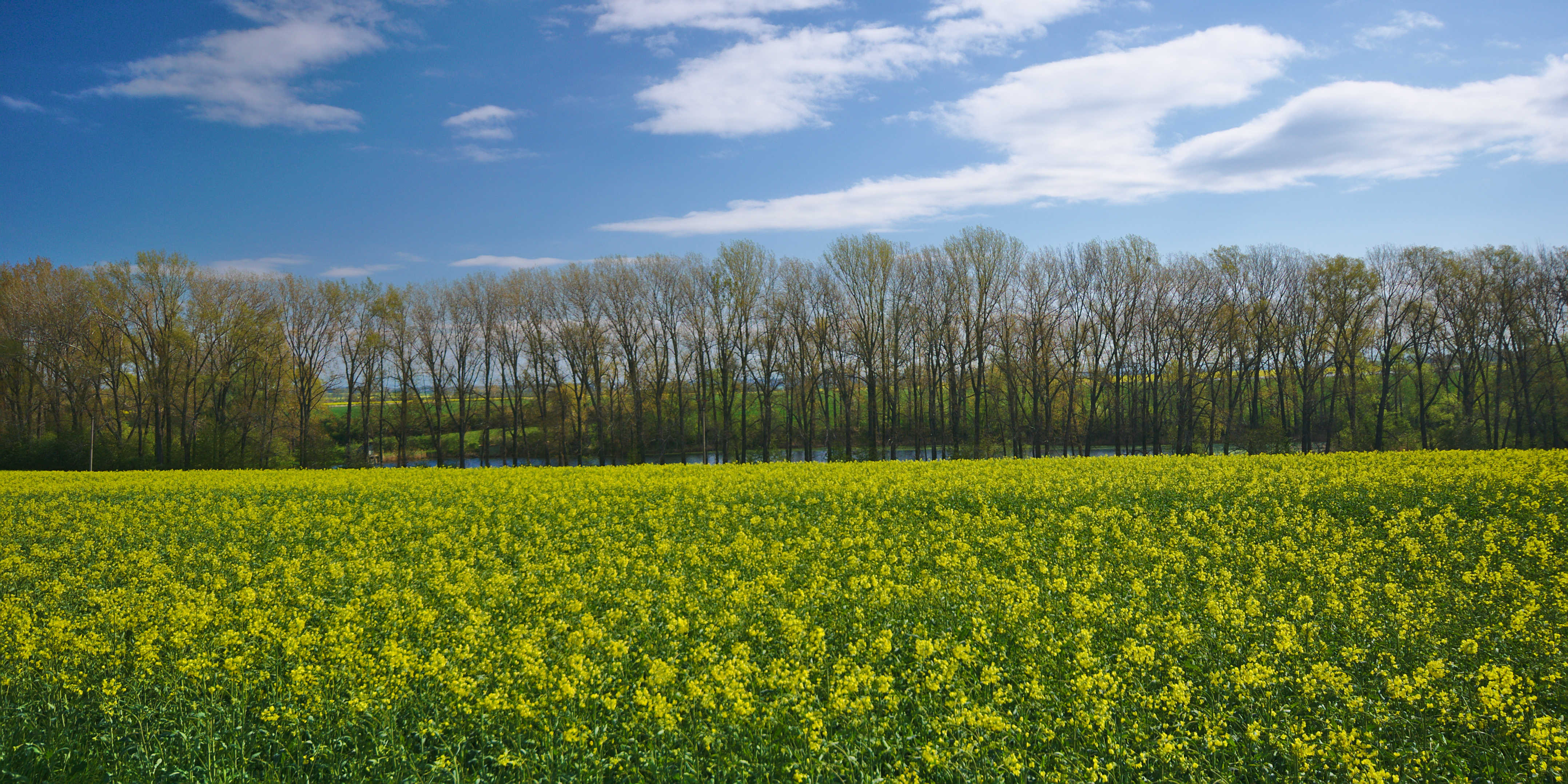
Vitčický rybník
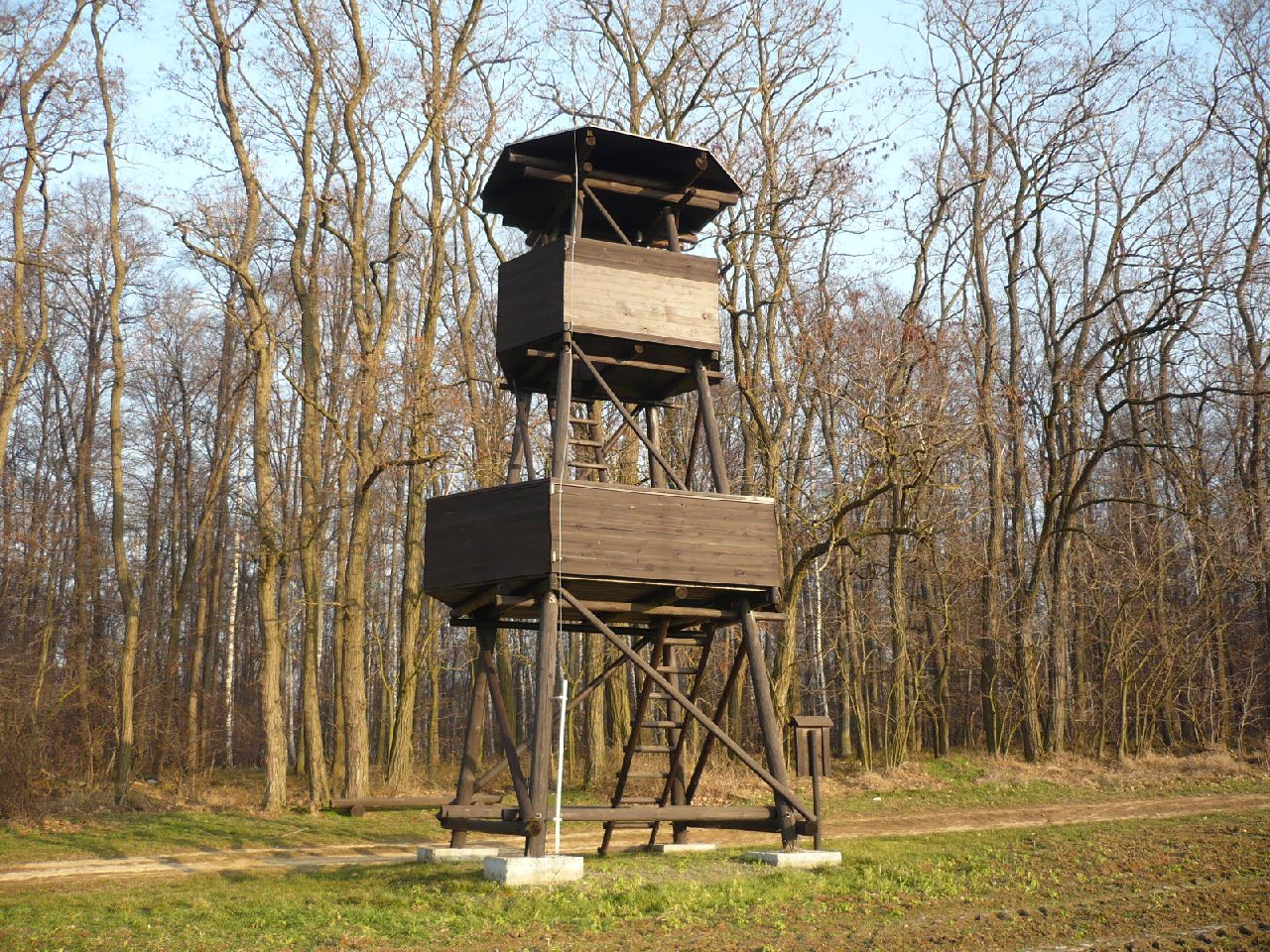
Rozhledna ve Vitčicích